# Kanton Saint-Vivien-de-Médoc
Saint-Vivien-de-Médoc is een voormalig kanton van het Franse departement Gironde. Het kanton maakte deel uit van het arrondissement Lesparre-Médoc. Het kanton werd opgeheven bij decreet van 20 februari 2014, met uitwerking op 22 maart 2015. Alle gemeenten werden opgenomen in het nieuw gevormde kanton Le Nord-Médoc.

## Gemeenten
Het kanton Saint-Vivien-de-Médoc omvatte de volgende gemeenten:
- Grayan-et-l'Hôpital
- Jau-Dignac-et-Loirac
- Saint-Vivien-de-Médoc (hoofdplaats)
- Soulac-sur-Mer
- Talais
- Vensac
- Le Verdon-sur-Mer